# Віталій (Іосифов)
Віталій (у миру Василь Олександрович Іосифов; 1831, Терехово, Нижньодівицький повіт, Воронізька губернія — 15 вересня 1892, Київ
) — релігійний діяч Російської імперії, Єпископ Російської Православної церкви, єпископ Калузький і Боровський. Ректор Київської духовної семінарії (1875–1883).

## Біографія
Народився у селі Терехово Нижньодівицького повіту Воронезької губернії (нині - Старооскольский район, Бєлгородська область) у родині священника.
У 1854 році закінчив Воронезьку духовну семінарію і призначений учителем Бєлгородського народного училища.
1 жовтня 1856 року хіротонізований у сан священника.
У 1859 році овдовів.
У 1861 році вступив до Київської духовної академії.
У 1865 році закінчив курс академії; 29 червня того ж року постригся у ченці і 15 листопада призначений учителем Київської духовної семінарії.
9 липня 1866 року удостоєний звання магістра.
13 листопада 1869 року призначений інспектором Київської духовної семінарії.
11 квітня 1871 року висвячений на архімандрита. У звіті про синодальну ревізію Київської духовної семінарії був відзначений «як обдарована, розумна, діяльна, енергійна людина, з педагогічним тактом і зразковими адміністративними здібностями».
З 31 грудня 1875 року — ректор Київської духовної семінарії.
20 лютого 1883 хіротонізований на єпископа Чигиринського, вікарія Київської єпархії.
З 11 травня 1885 року — єпископ Тамбовський і Шацький. Боровся із розповсюдженням у єпархії московського старообрядництва.
З 3 червня 1890 року — єпископ Калузький і Боровський.
Помер 15 вересня 1892 року. Похований у Київському Троїцькому монастирі.